# Mount Lindesay Highway
Der Mount Lindesay Highway ist eine Fernstraße im äußersten Südosten des australischen Bundesstaates Queensland und im Nordosten von New South Wales. Er verbindet den Vorort Moorooka von Brisbane mit dem Mount Barney und dem Mount Lindesay.
In New South Wales, bei Woodenbong, geht die Straße in die Mount Lindesay Road über. Einst führte sie bis Tenterfield, wurde dann aber von der Regierung von New South Wales vom Highway zur gewöhnlichen Staatsstraße herabgestuft. Kurz vor Woodenbong zweigt nach Osten der Summerland Way (S91) ab, der nach Auflösung des Mount Lindesay Highway bis südlich von Rathdowney (QLD) verlängert wurde.
Der Mount Lindesay Highway ist eine landschaftlich sehr interessante Straße, insbesondere südlich von Beaudesert. An der Grenze führt die Straße unmittelbar westlich des Mount-Chinghee-Nationalparks und des Border-Ranges-Nationalparks vorbei.
Die Straße wurde nach dem Mount Lindesay, dem Rest eines ausgehärteten Magmakerns und Teil der Mount-Warning-Vulkane, benannt, der am äußersten westlichen Ende des Border-Ranges-Nationalparks liegt.
Zwischen 2007 und 2009 wurden 4,5 km des Highways im Vorort Logan von Brisbane verbreitert. Die Arbeiten umfassten auch den Bau von Entlastungsstraßen, sodass der innerstädtische Verkehr nicht mehr den Highway benutzen muss und so Staus verringert werden.